# Caryanda pieli
Caryanda pieli is een rechtvleugelig insect uit de familie veldsprinkhanen (Acrididae). De wetenschappelijke naam van deze soort is voor het eerst geldig gepubliceerd in 1939 door Chang.
1. ↑  (en) Caryanda pieli op de IUCN Red List of Threatened Species.